# Untrasried
Untrasried là một đô thị ở Ostallgäu bang Bayern thuộc nước Đức.